# Xianyang
Xianyang (kinesisk skrift: 咸阳; pinyin: Xiányáng) er en by på præfekturniveau i provinsen Shaanxi i det nordlige Kina. Byen ligger lige nord for provinshovedstaden Xian.
Præfekturet, der ligger på Guanzhongsletten har et areal på 	10,246 km², og en befolkning på 5.250.000 mennesker (2007).

## Administrative enheder
Xianyang består af tre bydistrikter, et byamt og ti amter:
- Bydistriktet Qindu – 秦都区 Qíndū Qū ;
- Bydistriktet Yangling – 杨陵区 Yánglíng Qū ;
- Bydistriktet Weicheng – 渭城区 Wèichéng Qū ;
- Byamtet Xingping – 兴平市 Xīngpíng Shì ;
- Amtet Sanyuan – 三原县 Sānyuán Xiàn ;
- Amtet Jingyang – 泾阳县 Jīngyáng Xiàn ;
- Amtet Qian – 乾县 Qián Xiàn ;
- Amtet Liquan – 礼泉县 Lǐquán Xiàn ;
- Amtet Yongshou – 永寿县 Yǒngshòu Xiàn ;
- Amtet Bin – 彬县 Bīn Xiàn ;
- Amtet Changwu – 长武县 Chángwǔ Xiàn ;
- Amtet Xunyi – 旬邑县 Xúnyì Xiàn ;
- Amtet Chunhua – 淳化县 Chúnhuà Xiàn ;
- Amtet Wugong – 武功县 Wǔgōng Xiàn.

## Historie
Den oprinnelige Xianyang, som ligger omtrent hvor den moderne by af samme navn er i dag, var oldtidsstaten Qins hovedstad under De stridende rigers tid i kinesisk historie, og fortsatte som hovedstad under det kortlivede Qin-dynastiet. Byen ligger på nordbredden af floden Wei He.
Kinas første kejser, Qin Shi Huang, lod sig bygge et mausoleum i nærheden af hovedstaden, med en hær lavet af terracotta. Dette og andre storslagne tiltag, som krævede enorme ressourcer både hvad gælder arbejdskraft og penge, førte – sammen med dynastiets undertrykkende styremåde – til slut til Qin-dynastiets og byens undergang.
Kort tid efter den første kejsers død i 210 f.Kr. udbrød der flere oprør. I begyndelsen af december 207 overgav Qin-kongen Ziying sig til oprørslederen Liu Bang. Liu Bang erobrede derefter Xianyang, men blev snart tvunget til at overlade den til en anden oprørsleder, Xiang Yu, som havde en større hær end Liu Bang. Xiang Yu dræbte så Ziying og nedbrændte Xianyang. Under denne brand gik hele det kongelige bibliotek tabt, blandt andet de eneste udgaver af mange såkaldt "forbudte bøger".
Efter at han til slut havde nedkæmpet Xiang Yu, byggede Liu Bang i 202 en ny by i nærheden af den gamle Xianyang og kaldte den Chang'an. Dette var 28 kilometer væk på den modsatte side af Wei-floden. Chang'an blev så hovedstad for Det vestlige Han-dynasti. Chang'an ligger nu i den nordvestlige del af den moderne by Xi'an.

## Trafik
Xianyang er station på Longhaibanen, Kinas vigtigste jernbanelinje i øst-vestlig retning, som løber fra Lianyungang til Lanzhou via blandt andet Xuzhou, Kaifeng, Zhengzhou, Luoyang og Xi'an.
Kinas rigsvej 312 løber gennem området. Den fører fra Shanghai og ender på grænsen til Kasakhstan, og passerer blandt andet Suzhou, Nanjing, Hefei, Xinyang, Xi'an, Lanzhou, Jiayuguan og Urumqi.

## Personer fra Xianyang
- Zhang Zhan (1983-), journalist, whistleblower[1][2][3]